# Flughafen Maniitsoq

i7
i11
i13
Der Flughafen Maniitsoq (IATA-Code: JSU, ICAO-Code: BGMQ) ist ein Flughafen in Maniitsoq im westlichen Grönland.

## Lage
Der Flughafen liegt etwa 1,8 km westlich von Maniitsoq und ist über die etwa 600 m lange Straße Mittarfimmut ab dem Westrand des Dorfs zu erreichen. Er liegt auf einer Höhe von 91 Fuß.

## Geschichte
Der Flughafen Maniitsoq gehörte zu den Flughäfen die Ende der 1990er Jahre in einer Reihe grönländischer Städte angelegt wurden. Wegen des äußerst gebirgigen Terrains in und um Maniitsoq waren die 1996 begonnenen Bauarbeiten dort am komplexesten, sodass die Eröffnung des Flughafens erst am 2. Oktober 1999 erfolgen konnte.

## Ausstattung
Der Flughafen verfügt über eine asphaltierte Landebahn (16/34) mit einer Länge von 799 m und einer Breite von 30 m. Es gibt keine Flächenenteisungsanlagen. Über das ungerichtete Funkfeuer mit der Kennung MA ist ein Instrumentenanflug auf Piste 34 verfügbar, Sichtflug ist aber ebenfalls gestattet.

## Fluggesellschaften und Ziele
Der Flughafen Maniitsoq wird von Air Greenland bedient, die Flüge zum Flughafen Nuuk und zum Flughafen Kangerlussuaq anbietet.